# معقد مائي

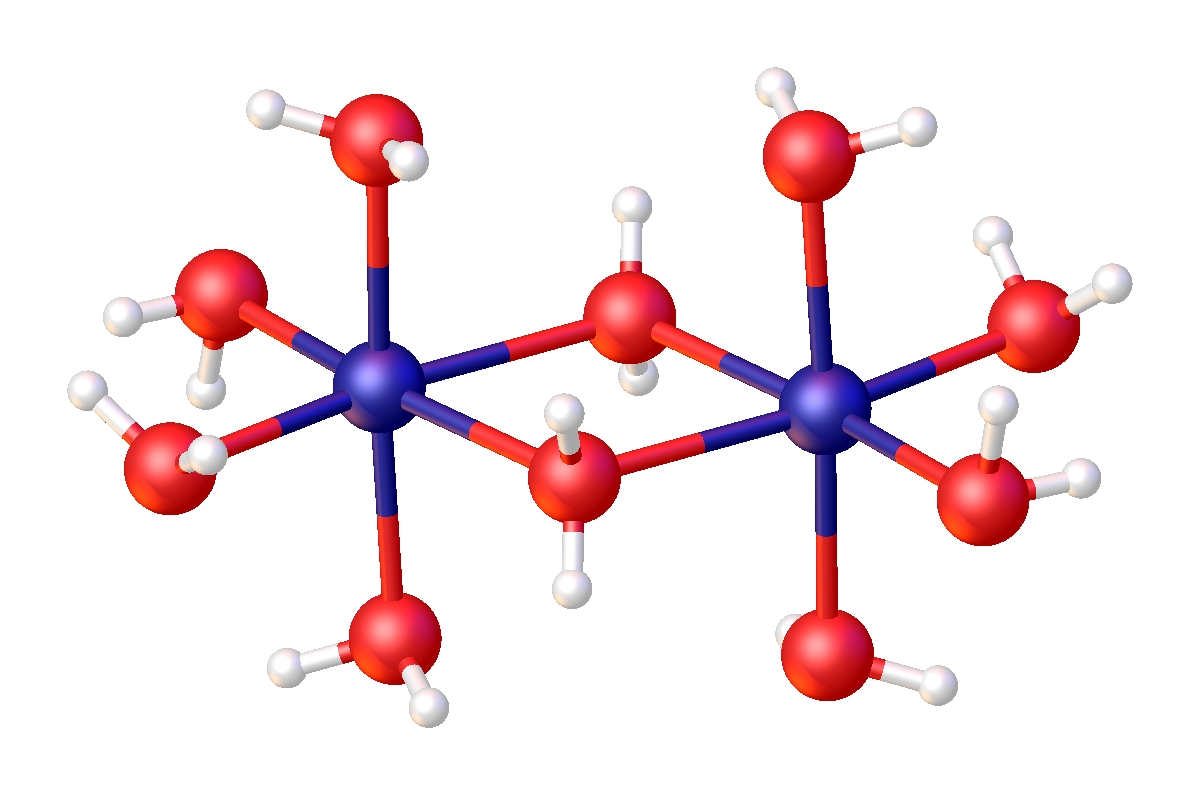
بنية معقد مائي للكوبالت ^{4+} [Co_{2}(OH_{2})_{10}].

المعقد المائي في كيمياء المعقدات التناسقية هو مصطلح يشير إلى المعقدات التناسقية الحاوية فقط على ربيطات من الماء مرتبطة إلى ذرة الفلز المركزية، وتحمل الصيغة العامة {\displaystyle {\ce {[M(H2O)_{n}]^{z}+}}}.
تعد هذه المعقدات الأنواع الكيميائية السائدة في المحاليل المائية لعدد من أملاح الفلزات، وخاصة الفلزات الانتقالية. يمكن في حالة وجود أيونات أو ربيطات أخرى أن يحدث تفاعل تبادل ربيطات، وأن يتشكل مزيج من ربيطات الماء وربيطات أخرى.